# 本別警察署
本別警察署（ほんべつけいさつしょ）は、北海道警察釧路方面本部が管轄する警察署の一つである。

## 管轄区域
- 十勝総合振興局
  - 中川郡本別町
  - 足寄郡足寄町、陸別町

## 所在地
- 北海道中川郡本別町北1丁目4-20

## 沿革
- 1903年　釧路警察署大津分署本別巡査駐在所として発足
- 1926年　本別警察署に昇格
- 1948年　警察法施行に伴い北海道庁警察部が廃止。自治体警察の本別警察署と国家地方警察本別地区警察署が発足
- 1953年　町村の警察維持に関する特例法により、自治体警察が廃止され、本別地区警察署に一本化
- 1954年　警察法の改正により北海道警察が発足。釧路方面本別警察署と改称される。

## 組織
- 署長（警視）
- 副署長兼警務課長（警視）
  - 警務課（警務係、犯罪被害者支援係、相談係、管理係）
  - 会計係
  - 刑事・生活安全課（生活安全係、刑事係）
  - 地域・交通課（地域係、交通係）
  - 警備係

## 交番・駐在所
括弧内は所在地を表す。

### 本別町
- 勇足駐在所（中川郡本別町勇足元町4-3）

### 足寄町
- 足寄交番（足寄郡足寄町南7条1丁目1）
- 上利別駐在所（足寄郡足寄町上利別本町67）
- 芽登駐在所（足寄郡足寄町芽登本町114）
- 螺湾駐在所（足寄郡足寄町螺湾本町53）

### 陸別町
- 陸別駐在所（足寄郡陸別町字陸別東3条3丁目4）